# Unai Albizua
Unai Albizua Urquijo (ur. 18 stycznia 1989 w Laudio) – hiszpański piłkarz występujący na pozycji obrońcy w Cultural Leonesa.